# I.G.I. 2: Covert Strike
I.G.I. 2: Covert Strike je taktická střílečka z pohledu první osoby s prvky stealth, kterou vyvinula společnost Innerloop Studios a vydalo Codemasters dne 3. března 2003. Jedná se o pokračovaní hry Project I.G.I. z roku 2000.

## Postavy
- David Jones
- Major Rebecca Anya
- Senátor Pat Lenehan
- Jach Priboi
- Poručík Philip White
- Seržant Robert Quest
- Čínský Generál Wu Xing

## Zbraně a výbava
- Chladné zbraně: bojový nůž
- Pistole: Glock 17 SD, Mk23 Tactical, Colt Anaconda, Desert Eagle, Makarov
- Samopaly: MP5A3, SMG2, Mac10, Uzi, Double Uzis, Type 64
- Útočné pušky: M16A2/M203, G36A, AUG, G11, AK47
- Brokovnice: SPAS12, M1014, Jackhammer Mk3A1
- Ostřelovačské pušky: M82, PSG1, PSG1 SD, SVD
- Výbušniny: HE granát, flashbang, kouřový granát, nástěnná mina, trhavina C4
- Těžké zbraně: M249, LAW80, RPG7

Vybavení: dalekohled, satelitní mapa, termální brýle, laserový zaměřovač cíle, injekce